# Sébastien-André Tarbé des Sablons
Pour les articles homonymes, voir Tarbé.
Sébastien-André Tarbé des Sablons, né à Sens le 19 septembre 1762 et mort à Paris le 17 mai 1838, est un avocat, imprimeur-libraire et administrateur français, auteur d'un Manuel pratique et élémentaire des poids et mesures qui fut constamment réédité pendant près de cinquante ans et qui contribua beaucoup à populariser le système métrique.

## Biographie
Fils de l'imprimeur-libraire Pierre Hardouin Tarbé, frère puîné de Louis-Hardouin Tarbé et de Charles Tarbé, il devient avocat au parlement de Paris et rédacteur, à la suite de son père, de l'Almanach historique de la ville, diocèse et bailliage de Sens. En 1790, il s'établit imprimeur à Melun et lance le Journal du département de Seine-et-Marne. En 1792, il est élu maire de Melun. Jeté en prison pour avoir hébergé Adrien Duport recherché par les autorités révolutionnaires, il ne doit son salut qu'à la chute de Robespierre. À partir de 1804, il occupe divers postes dans l'administration des finances. Sa femme, Michelle-Catherine-Joséphine Guespereau, s'est fait connaître par ses romans moraux.